# Wilujskie zapalenie mózgu i rdzenia
Wilujskie zapalenie mózgu i rdzenia (ang. Viliuisk encephalomyelitis, VE) – rzadkie schorzenie neurologiczne występujące epidemicznie w populacji Jakutów i Tunguzów w środkowej Syberii, w republice Sacha wzdłuż rzeki Wiluj.
Corocznie notuje się około 15 przypadków. Etiologia i patofizjologia choroby nie są dotąd poznane. Rokowanie w tej chorobie jest zróżnicowane; chorzy przeżywają kilka miesięcy lub wiele lat od momentu zachorowania. Wyróżnia się ostrą, podostrą i przewlekłą postać choroby. Początkowo obserwowane są silne bóle głowy, delirium, letarg, podrażnienie opon mózgowo-rdzeniowych, bradykinezja, niezborność. Niewielka część umiera w tym okresie choroby. 
Chorobę opisał jako pierwszy niemiecki antropolog i podróżnik Richard Maak w latach 80. XIX wieku. Jakuci nazywali tę chorobę w swoim języku bokhoror, co tłumaczy się jako "sztywność".